# Weronika Falkowska
Weronika Falkowska (Varsavia, 17 giugno 2000) è una tennista polacca.

## Carriera
Weronika Falkowska ha vinto 8 titoli in singolare e 24 titoli in doppio nel circuito ITF. Il 9 gennaio 2023 ha ottenuto il suo best ranking nel singolare piazzandosi alla 240ª posizione, e il 28 agosto 2023 il miglior piazzamento mondiale nel doppio alla 83ª posizione.
Ha fatto il suo debutto nel circuito maggiore al BNP Paribas Poland Open 2021, venendo ripescata come lucky loser. Viene sorteggiata al primo turno contro Kateryna Bondarenko che l'aveva sconfitta nell'ultimo turno di qualificazione, dove questa volta la Falkowska si prende una rivincita lasciandole appena due giochi in meno di un'ora. Ha ricevuto una wildcard anche per il doppio, in coppia con la connazionale Paula Kania-Choduń.
Il 4 dicembre 2022, Weronika ha vinto il primo titolo WTA 125 della carriera in doppio al Crèdit Andorrà Open, dove in coppia con la spagnola Cristina Bucșa hanno sconfitto il duo russo composto da Angelina Gabueva e Anastasija Zacharova con il punteggio di 7-6(4), 6-1.
Il 4 febbraio 2023, la polacca vince il secondo titolo WTA 125 della carriera alla Copa Oster, dove stavolta in coppia con la connazionale Katarzyna Kawa hanno la meglio sulla giapponese Kyōka Okamura e la cinese You Xiaodi con il punteggio di 6-1, 5-7, [10-6]. Il 24 giugno 2023, raggiunge la terza finale WTA 125 della carriera al Veneto Open, facendo sempre coppia con Piter, ma in questa occasione vengono sconfitte dalla coppia coreana formata da Han Na-lae e Jang Su-jeong con il punteggio di 3-6, 6-3, [6-10]. Il 30 luglio 2023, Falkowska raggiunge la prima finale WTA della carriera in doppio a BNP Paribas Warsaw Open, raggiunta sempre con la compagna Piter, ma devono arrendersi dalle più esperte Heather Watson e Yanina Wickmayer con il punteggio di 4-6, 4-6.
Il 26 luglio 2024, Falkowska vince il terzo titolo WTA 125 della carriera al Polish Open, dove in coppia con la connazionale Martyna Kubka hanno la meglio sulla svizzera Céline Naef e la serba Nina Stojanović con il punteggio di 6-4, 7-6(5).
Il 1º agosto 2025, Weronika vince per il secondo anno consecutivo al T-Mobile Polish Open, quarto titolo WTA 125 della carriera, questa volta facendo coppia con la ceca Dominika Šalková, sconfiggendo in finale l'olandese Isabelle Haverlag e la sua compagna della passata edizione Kubka con il punteggio di 6-2, 6-1.

## Statistiche WTA

### Doppio

#### Sconfitte (1)
| Legenda              |
| -------------------- |
| Grande Slam (0)      |
| Argenti Olimpici (0) |
| WTA Finals (0)       |
| WTA Elite Trophy (0) |
| Dal 2021             |
| WTA 1000 (0)         |
| WTA 500 (0)          |
| WTA 250 (1)          |

| N. | Data           | Torneo                | Superficie | Compagna        | Avversarie in finale            | Punteggio |
| 1. | 30 luglio 2023 | Poland Open, Varsavia | Cemento    | Katarzyna Piter | Heather Watson Yanina Wickmayer | 4-6, 4-6  |

## Circuito WTA 125

### Doppio

#### Vittorie (4)
| N. | Data            | Torneo                         | Superficie  | Compagna         | Avversarie in finale                  | Punteggio        |
| 1. | 4 dicembre 2022 | Andorrà Open, Andorra la Vella | Cemento (i) | Cristina Bucșa   | Angelina Gabueva Anastasija Zacharova | 7-6(4), 6-1      |
| 2. | 4 febbraio 2023 | Copa Oster, Cali               | Terra rossa | Katarzyna Kawa   | Kyōka Okamura You Xiaodi              | 6-1, 5-7, [10-6] |
| 3. | 26 luglio 2024  | Polish Open, Varsavia          | Cemento     | Martyna Kubka    | Céline Naef Nina Stojanović           | 6-4, 7-6(5)      |
| 4. | 1º agosto 2025  | Polish Open, Varsavia (2)      | Cemento     | Dominika Šalková | Isabelle Haverlag Martyna Kubka       | 6-2, 6-1         |

#### Sconfitte (1)
| N. | Data           | Torneo             | Superficie | Compagna        | Avversarie in finale     | Punteggio        |
| 1. | 24 giugno 2023 | Veneto Open, Gaiba | Erba       | Katarzyna Piter | Han Na-lae Jang Su-jeong | 3-6, 6-3, [6-10] |

## Statistiche ITF

### Singolare

#### Vittorie (8)
| Torneo $100.000 (0) |
| Torneo $80.000 (0)  |
| Torneo $60.000 (0)  |
| Torneo $40.000 (0)  |
| Torneo $25.000 (4)  |
| Torneo $15.000 (4)  |

| N. | Data             | Torneo                                           | Superficie  | Rivale                    | Risultato     |
| 1. | 21 febbraio 2021 | Magic Tours, Monastir                            | Cemento     | Viktória Morvayová        | 6–3, 6-3      |
| 2. | 28 febbraio 2021 | Magic Tours, Monastir                            | Cemento     | Francesca Curmi           | 6-2, 6-0      |
| 3. | 7 marzo 2021     | Magic Tours, Monastir                            | Cemento     | Sinja Kraus               | 6-3, 7-6(1)   |
| 4. | 23 maggio 2021   | Tbilisi Open, Tbilisi                            | Cemento     | Valerija Oljanovskaja     | 6-4, 6-3      |
| 5. | 14 agosto 2022   | Kapitel Estonian Open, Pärnu                     | Terra rossa | Gergana Topalova          | 7-5, 6-2      |
| 6. | 10 giugno 2023   | Carinthian Ladies Lake´s Trophy, Pörtschach      | Terra rossa | Alexandra Cadanțu-Ignatik | 4-6, 6-1, 6-1 |
| 7. | 14 aprile 2024   | Bujumbura Open, Bujumbura                        | Terra rossa | Alice Tubello             | 6-4, 6-1      |
| 8. | 7 dicembre 2024  | Raiffeisen Women's Val Gardena Südtirol, Ortisei | Cemento (i) | Silvia Ambrosio           | 6-4, 7-5      |

#### Sconfitte (6)
| Torneo $100.000 (0) |
| Torneo $80.000 (0)  |
| Torneo $60.000 (0)  |
| Torneo $40.000 (0)  |
| Torneo $25.000 (3)  |
| Torneo $15.000 (3)  |

| N. | Data              | Torneo                        | Superficie  | Rivale          | Risultato     |
| 1. | 1º settembre 2019 | Batumi Ladies Open, Batumi    | Cemento     | Dar'ja Kudašova | 4–6, 2–6      |
| 2. | 18 ottobre 2020   | Magic Hotel Tours, Monastir   | Cemento     | María Carlé     | 3-6, 6-2, 1-6 |
| 3. | 1º novembre 2020  | Magic Hotel Tours, Monastir   | Cemento     | María Carlé     | 4-6, 3-6      |
| 4. | 10 maggio 2022    | ForteVillage ITF Trophy, Pula | Terra rossa | Sára Bejlek     | 6(4)-7, 1-6   |
| 5. | 22 maggio 2022    | Carinthian Open, Villaco      | Terra rossa | Sinja Kraus     | 5-7, 6-3, 4-6 |
| 6. | 10 marzo 2025     | Terranova Cup, Solarino       | Sintetico   | Joanna Garland  | 1-6, 2-6      |

### Doppio

#### Vittorie (24)
| Torneo $100.000 (0) |
| Torneo $80.000 (0)  |
| Torneo $60.000 (3)  |
| Torneo $40.000 (0)  |
| Torneo $25.000 (11) |
| Torneo $15.000 (10) |

| N.  | Data              | Torneo                                            | Superficie  | Partner                    | Avversarie                                | Punteggio           |
| 1.  | 6 ottobre 2018    | Chornomorsk Ladies Open, Čornomors'k              | Terra rossa | Anastasyja Šošjna          | Anastasija Komar Ljubov Kostenko          | 6-2, 6-1            |
| 2.  | 17 novembre 2018  | Soho Square Egypt Women's Future, Sharm el-Sheikh | Cemento     | Daria Kuczer               | Anastasija Prib'lova Anna Prib'lova       | 6–3, 3–6, [10–5]    |
| 3.  | 28 settembre 2019 | GD Tennis Cup Series, Adalia                      | Cemento     | Martyna Kubka              | Rina Saigo Yukina Saigo                   | 5–7, 6–4, [10–8]    |
| 4.  | 26 ottobre 2019   | Soho Square Egypt, Sharm el-Sheikh                | Cemento     | Martyna Kubka              | Elena-Teodora Cadar Jelena Stojanovic     | 7-5, 6-1            |
| 5.  | 24 ottobre 2020   | Magic Tours, Monastir                             | Cemento     | Lisa Ponomar               | Anna Ureke Ekaterina Višnevskaja          | 6-1, 6-0            |
| 6.  | 19 dicembre 2020  | Magic Tours, Monastir                             | Cemento     | Julija Hatouka             | Yvonne Cavallé Reimers Celia Cerviño Ruiz | 6-4, 7-5            |
| 7.  | 26 dicembre 2020  | Magic Tours, Monastir                             | Cemento     | Anna Sisková               | Aubane Droguet Helena Stevic              | 6-2, 6-2            |
| 8.  | 13 febbraio 2021  | Magic Tours, Monastir                             | Cemento     | Linda Fruhvirtová          | Yasmine Mansouri Elena Milovanović        | 6–3, 6–1            |
| 9.  | 20 febbraio 2021  | Magic Tours, Monastir                             | Cemento     | Viktória Morvayová         | Karola Bejenaru Zdena Šafářová            | 6-4, 7-5            |
| 10. | 22 maggio 2021    | Tbilisi Open, Tbilisi                             | Cemento     | Jenny Dürst                | Ayla Aksu Valerija Oljanovskaja           | 6–3, 6-2            |
| 11. | 30 aprile 2022    | Cairo Egypt Women's Future, Il Cairo              | Terra rossa | Océane Babel               | Caijsa Hennemann Marija Tkačeva           | 6-4, 6-1            |
| 12. | 3 settembre 2022  | TCCB Open, Collonge-Bellerive                     | Terra rossa | Jenny Dürst                | Michaela Bayerlová Jacqueline Cabaj Awad  | 7–6(5), 6–1         |
| 13. | 8 ottobre 2022    | Sibenik Open, Sebenico                            | Terra rossa | Jaimee Fourlis             | Eleni Christofi Christina Rosca           | 6-4, 6-2            |
| 14. | 29 ottobre 2022   | Empire Women's Indoor, Trnava                     | Cemento (i) | Lea Bošković               | Lu Jiajing Oana Georgeta Simion           | 7–6(7), 2–6, [10–6] |
| 15. | 11 novembre 2022  | Kiriat Motzkin Open, Kiryat Motzkin               | Cemento     | Ekaterina Rejngol'd        | Jasmijn Gimbrère Ekaterina Jašina         | 4–6, 6–4, [10–4]    |
| 16. | 8 aprile 2023     | ForteVillage ITF Trophy, Pula                     | Terra rossa | Valentini Grammatikopoulou | Angelica Moratelli Arantxa Rus            | 6-1, 6-1            |
| 17. | 9 giugno 2023     | Carinthian Ladies Lake´s Trophy, Pörtschach       | Terra rossa | Sofia Sewing               | Elena-Teodora Cadar Diāna Marcinkēviča    | 6-1, 6-2            |
| 18. | 17 giugno 2023    | Engie Open Biarritz, Biarritz                     | Terra rossa | Katarzyna Kawa             | Conny Perrin Anna Sisková                 | 7-6(2), 7-5         |
| 19. | 9 settembre 2023  | ALPSTAR Ladies Open Vienna, Vienna                | Terra rossa | Irina Bara                 | Melanie Klaffner Sinja Kraus              | 6-3, 2-6, [13-11]   |
| 20. | 16 marzo 2024     | Terranova Cup, Solarino                           | Sintetico   | Martyna Kubka              | Feng Shuo Stéphanie Visscher              | 5-7, 6-1, [11-9]    |
| 21. | 7 aprile 2024     | Bujumbura Open, Bujumbura                         | Terra rossa | Stéphanie Visscher         | Kamilla Bartone Sada Nahimana             | 6-3, 4-6, [10-5]    |
| 22. | 19 ottobre 2024   | Faro Ladies Open, Faro                            | Cemento     | Stéphanie Visscher         | Lia Karatančeva Diāna Marcinkēviča        | 6-4, 2-6, [10-5]    |
| 23. | 6 dicembre 2024   | Raiffeisen Women's Val Gardena Südtirol, Ortisei  | Cemento (i) | Lisa Zaar                  | Ekaterina Ovčarenko Emily Webley-Smith    | 6-4, 1-6, [12-10]   |
| 24. | 19 marzo 2025     | Terranova Cup, Solarino                           | Sintetico   | Paris Corley               | Valentini Grammatikopoulou Julija Hatoŭka | 6-1, 6-1            |

#### Sconfitte (20)
| Torneo $100.000 (0) |
| Torneo $80.000 (1)  |
| Torneo $60.000 (5)  |
| Torneo $40.000 (1)  |
| Torneo $25.000 (6)  |
| Torneo $15.000 (7)  |

| N.  | Data              | Torneo                                            | Superficie  | Partner             | Avversarie                                | Punteggio            |
| 1.  | 24 novembre 2018  | Soho Square Egypt Women's Future, Sharm el-Sheikh | Cemento     | Daria Kuczer        | Jenny Dürst Fiona Ganz                    | w/o                  |
| 2.  | 10 agosto 2019    | Warsaw Sports Group Open, Varsavia                | Terra rossa | Martyna Kubka       | Maja Chwalińska Ulrikke Eikeri            | 4-6, 1-6             |
| 3.  | 31 agosto 2019    | Batumi Ladies Open, Batumi                        | Cemento     | Paulina Jastrzębska | Jacqueline Cabaj Awad Melis Sezer         | 6(3)-7, 3–6          |
| 4.  | 25 gennaio 2020   | Liepaja Open, Liepāja                             | Cemento (i) | Martyna Kubka       | Katyarina Paulenka Ekaterina Šalimova     | 6-4, 3-6, [10-12]    |
| 5.  | 17 ottobre 2020   | Magic Tours, Monastir                             | Cemento     | Lisa Ponomar        | Bárbara Gatica Rebeca Pereira             | 6–3, 6(3)-7, [15–17] |
| 6.  | 31 ottobre 2020   | Magic Tours, Monastir                             | Cemento     | Hanna Kubarava      | Dia Evtimova Carole Monnet                | 3-6, 6-2, [5-10]     |
| 7.  | 27 febbraio 2021  | Magic Tours, Monastir                             | Cemento     | Viktória Morvayová  | Karola Bejenaru Ilona Georgiana Ghioroaie | 6–1, 6(7)-7, [10–12] |
| 8.  | 5 giugno 2021     | Lyttos Beach ITF Pro Circuit, Heraklion           | Terra rossa | Ioana Gașpar        | Julia Kimmelmann Anna Popescu             | 2-6, 4-6             |
| 9.  | 26 giugno 2021    | ITF Open Klosters, Klosters                       | Terra rossa | Jenny Dürst         | Amina Anšba Anastasia Dețiuc              | 6-3, 1-6, [3-10]     |
| 10. | 12 marzo 2022     | Bendigo Pro Tour, Bendigo                         | Cemento     | Alexandra Bozovic   | Rutuja Bhosale Ankita Raina               | 6-4, 3-6, [4-10]     |
| 11. | 3 giugno 2022     | Brașov Open, Brașov                               | Terra rossa | Veronika Erjavec    | Jesika Malečková Isabella Šinikova        | 6(5)-7, 3-6          |
| 12. | 10 giugno 2022    | Carinthian Ladies Lake's Trophy, Pörtschach       | Terra rossa | Jenny Dürst         | Jessie Aney Anna Sisková                  | 3-6, 4-6             |
| 13. | 2 luglio 2022     | ITF Stoccarda, Stoccarda                          | Cemento     | Anna Sisková        | Ángela Fita Boluda Emily Seibold          | 4-6, 6(5)-7          |
| 14. | 27 agosto 2022    | BTHC Womens Open, Braunschweig                    | Terra rossa | Veronika Erjavec    | Anna Klasen Martina Colmegna              | 3–6, 6–2, [5–10]     |
| 15. | 10 settembre 2022 | Elle Spirit Open, Montreux                        | Terra rossa | Jenny Dürst         | Inès Ibbou Naïma Karamoko                 | 6–2, 3–6, [14–16]    |
| 16. | 16 settembre 2022 | ITF Féminin Le Neubourg, Le Neubourg              | Cemento     | Sarah Beth Grey     | Freya Christie Ali Collins                | 6-1, 6(4)-7, [3-10]  |
| 17. | 10 febbraio 2024  | Saddlebrook Resort, Wesley Chapel                 | Terra verde | Leonie Küng         | Marija Kononova Marija Kozjreva           | 5-7, 1-6             |
| 18. | 2 marzo 2024      | Empire Women's Indoor, Trnava                     | Cemento (i) | Fanny Stollár       | Lulu Sun Moyuka Uchijima                  | 4-6, 6(3)-7          |
| 19. | 8 febbraio 2025   | Leszno Open, Leszno                               | Cemento (i) | Martyna Kubka       | Ivana Šebestová Cody Wong                 | 4-6, 6-1, [4-10]     |
| 20. | 21 febbraio 2025  | Lexus British Pro Series Manchester, Manchester   | Cemento (i) | Martyna Kubka       | Ariana Arseneault Anna Rogers             | 7-6(5), 1–6, [8-10]  |